# Raumordnungsrecht
Das Raumordnungsrecht oder Recht der Raumordnung enthält die Normen zur Entwicklung, Ordnung und Sicherung der überörtlichen Planungen und Maßnahmen. Es dient der Raumordnung.
In Deutschland wird das Raumordnungsrecht bundesrechtlich im Raumordnungsgesetz und landesrechtlich in den Landesgesetzen zur Raumordnung geregelt.
Auf dieser Grundlage können im Bund und in den Ländern Raumordnungspläne aufgestellt werden, die die Erfordernisse der Raumordnung in Form von Zielen der Raumordnung, Grundsätzen der Raumordnung oder sonstigen Erfordernissen der Raumordnung regeln.
Aus den Raumordnungsplänen ergeben sich somit beachtliche oder abzuwägende Vorgaben für nachgeordnete Planungsstufen der Raumordnung, für die Bauleitplanung oder für die Fachplanungen der öffentlichen Planungsträger.